# Médaille Émile-Picard
La médaille Émile Picard est une distinction en mathématiques décernée tous les six ans par l'Académie des sciences, en France. Elle porte le nom du mathématicien Émile Picard.

## Fondation
En 1943, deux ans après la mort du mathématicien Émile Picard, sa veuve décide la création de la Fondation Émile Picard. Celle-ci récompense tous les six ans un mathématicien désigné par l'Académie des sciences. La première médaille est décernée en 1946.

## Liste des lauréats
| Année | Lauréat                | Motif d'attribution |
| 1946  | Maurice Fréchet        | « Pour ses travaux sur le calcul des probabilités et la statistique mathématique. » |
| 1953  | Paul Lévy              | « Pour l’ensemble de ses travaux d’analyse et de théorie des probabilités. » |
| 1959  | Henri Cartan           | « Pour l’ensemble de son œuvre mathématique. » |
| 1965  | Szolem Mandelbrojt     | « Pour son œuvre d’analyse moderne. » |
| 1971  | Jean-Pierre Serre      | « Pour l’ensemble de ses travaux mathématiques. » |
| 1977  | Alexandre Grothendieck | « Pour l’ensemble de son œuvre mathématique. » |
| 1983  | André Néron            | « Pour son œuvre en géométrie algébrique. » |
| 1989  | François Bruhat        | « Pour ses travaux sur la structure et les représentations des groupes semi-simples réels et ρ –adiques. » |
| 1995  | Jean-Pierre Kahane     | « Pour l’ensemble de son œuvre mathématique. » |
| 2001  | Jacques Dixmier        | « Pour l’ensemble de son œuvre ramassant dans une large synthèse l’analyse des algèbres d’opérateurs de Von Neumann avec la théorie algébrique des algèbres enveloppantes, permettant ainsi l’éclosion actuelle de la théorie des groupes quantiques. » |
| 2007  | Louis Boutet de Monvel | « Pour les résultats qu’il a obtenus à la fois en théorie des équations aux dérivées partielles, en analyse complexe et en analyse globale sur les variétés. »                                                                                          |
| 2012  | Luc Illusie            | « Pour ses travaux fondamentaux, d'une grande actualité en géométrie algébrique et arithmétique, sur le complexe cotangent, la formule de Picard-Lefschetz, la théorie de Hodge et la géométrie logarithmique. »                                        |
| 2018  | Yves Colin de Verdière | |